# (65803) Didymos
Pour les articles homonymes, voir Didyme.
(65803) Didymos est un astéroïde Apollon binaire potentiellement dangereux découvert le 11 avril 1996 par Spacewatch à l'observatoire de Kitt Peak. Il est passé à moins de 0,05 UA, environ 20 distances lunaires, de la Terre, le 13 novembre 2003.

## Caractéristiques
Il possède un satellite, Dimorphos, qui orbite autour avec une période de 11,9 heures, d'où l'appellation Didymos, signifiant jumeau en grec ancien. L'astéroïde primaire fait environ 800 m de diamètre, le satellite environ 150 m de diamètre sur une orbite distante d'environ 1,1 km du primaire. La période de rotation de Didymos est courte : 2,26 heures. Sa densité n'est que de 2 170 ± 350 kg/m3. Didymos est l'astéroïde le plus facilement accessible depuis la Terre dans sa catégorie de taille, nécessitant un delta-v de seulement 5,1 km/s pour un rendez-vous avec une sonde spatiale, à comparer aux 6,0 km/s nécessaires pour la Lune. 

## AIDA, les missions DART et Hera
Dimorphos est la cible finale de la coopération spatiale internationale AIDA proposée par l'Agence spatiale européenne et la NASA,,. La mission DART de la NASA a décollé le soir du 23 novembre 2021 avec un impact effectué le 26 septembre 2022 à 23 h 16 UTC. La mission Hera de l'ESA a été approuvée en novembre 2019 pour un lancement en octobre 2024 et une arrivée sur Didymos en 2026 ; elle observera les effets dynamiques de l'impact de la mission DART et mesurera le cratère ainsi créé.
L'objectif est donc de procéder à un impact cinétique et ensuite d'évaluer cette méthode pour être en mesure de dévier un éventuel astéroïde évoluant sur une trajectoire de collision avec la Terre.